# 25256 Imbrie-Moore
25256 Imbrie-Moore è un asteroide della fascia principale. Scoperto nel 1998, presenta un'orbita caratterizzata da un semiasse maggiore pari a 2,4449620 UA e da un'eccentricità di 0,1677982, inclinata di 2,23416° rispetto all'eclittica.